# Ynna Holding
Ynna Holding est un groupe familial marocain fondé en 1948 par Miloud Chaâbi.
Il est notamment présent dans le BTP et l’industrie (Super Cérame, Ynna Asment, Ynna Steel, SNEP), l’agroalimentaire (Ain Soltane), la grande distribution (Aswak Salam), l’immobilier (Chaabi Lil Iskane), et le tourisme (Ryad Mogador)
Il est détenu par la famille Chaâbi.

## Actionnaires
La holding est fondée par Miloud Chaâbi, un homme d’affaires originaire de la région d’Essaouira.
Marié avec Mama Tajmouati, il est le père de plusieurs enfants dont Omar Chaabi, Fayçal Chaâbi, Mohcine Chaabi, Asmaa Chaâbi et Faouzi Chaâbi.
Après son décès, la holding familiale est dirigée par Mama Tajmouati. La famille Chaabi nomme en janvier 2019 Fayçal Chaabi à la tête de Ynna Holding.

## Filiales
Le groupe Ynna Holding compte une dizaine de filiales réparties sur les différents secteurs d’activités suivants :  
- Adduction d’eau potable, Assainissement et Agriculture : Fibrociment
- Agroalimentaire : Aïn Soltane
- Câblages téléphoniques et électriques : Afrique Câbles, Electra
- Céramique : Super Cérame
- Charpente métallique et chaudronnerie : SN Sametal
- Ciment : YNNA Asment
- Énergies renouvelables : Ynna Bio Power
- Génie civil et Travaux publics : Société nouvelle Travaux Maroc
- Grande distribution : Aswak Assalam
- Hydraulique, Agriculture et Bâtiment : Dimatit
- Industrie Ferroviaire : SCIF
- Papier et Carton : GPC
- Pétrochimie : SNEP
- Promotion immobilière : Chaabi Lil Iskane
- Sidérurgie et Construction métallique : Ynna Steel
- Tourisme : Ryad Mogador

## Historique du groupe
1948 : Naissance de la première entreprise du groupe spécialisée en promotion immobilière créée par Miloud Chaâbi et deux autres cofondateurs.
1964 : Première expérience du Groupe dans l’industrie : lancement de la première entité de carreaux en céramique au Maroc dénommée aujourd’hui Super Cérame. Cette entité a vu le jour selon le souhait du feu le roi Hassan II lors d’une réception de Miloud Chaâbi à Ifrane.
1966 : Création de la Fondation Miloud CHAABI pour accompagner le développement par l’éducation et la solidarité sociale.
1967 : Diversification du groupe vers des métiers indispensables au développement du pays, tels que l’industrie de l’hydraulique et du bâtiment via la création de la société APCO (Application de Procédés de Construction).
1968 : Première expérience à l’international par Travaux Maroc à travers des projets de BTP.
1985 : Acquisition de la société Dimatit.
1992 : 
- Création de GPC : Société spécialisée dans l’industrie du papier et du carton ondulé.
- Création d’Afrique Câbles : Société de fabrication de câbles téléphoniques.

1993 : Acquisition de la SNEP : Société Nationale d’Électrolyse et de Pétrochimie.
1994 : Lancement de la production de batteries de démarrage et d’énergie Electra.
1996 : Certification ISO 9000 de la première entité du groupe.
1998 : Ouverture du premier hypermarché de la chaîne Aswak Assalam à Rabat.
1999 : Ouverture du premier Hôtel de la Chaîne Ryad Mogador à Essaouira.
2000 : Lancement de la nouvelle stratégie de consolidation « Une Société / Un métier ».
2005 : Inauguration de "la plus grande unité de fabrication de carton ondulé en Afrique, et qui utilise, à toutes les étapes de la production, des équipements à la pointe de la technologie, à l’échelle mondiale".
2006 : Investissement dans l’industrie ferroviaire par une participation majoritaire dans le capital de la SCIF. Lancement de la réalisation de l’unité Ynna Steel de laminage à chaud pour la production de fer rond à béton d’une capacité de 400 000 tonnes par an.
2007 :
- Lancement de la première unité du groupe dans l’industrie agroalimentaire. Il s’agit de l’embouteillage et la distribution de l’eau de source Aïn Soltane.
- Introduction en bourse de la première entité du groupe. Il s’agit de la Société Nationale d’Électrolyse et de Pétrochimie (SNEP).
- Lancement de la réalisation de l’unité Ynna Asment de production de ciment et de clinker d’une capacité de 3 000 000 de tonnes par an.
- Lancement de la réalisation de l’unité Ynna Bio Power de production d’énergie renouvelable de 70 MW.
- Lancement de la réalisation de l’unité Ynna Steel de laminage à froid pour la production de bobines d’acier plat galvanisées et pré-laquées d’une capacité de 300 000 tonnes par an.
- 2023 :
- YNNA a lancé la plateforme web "Ynna Women Awards" (YWA), un concept à travers lequel le groupe consacre les efforts et l’engagement des collaboratrices dans le développement de leur environnement socio-économique. Cette 1re édition des YWA (Ynna : maman en berbère), a primé 9 femmes dans 9 catégories. Ces dernières ont été désignées par vote de l’ensemble des collaborateurs et célébrées lors d’une cérémonie.

## Activités internationales
Anticipant les enjeux de la mondialisation, Ynna Holding opère aussi hors des frontières du Maroc. Actuellement, il est présent en Afrique et au Moyen-Orient:
- En Tunisie : Par ses filiales Fibrociment et la SNEP, le groupe assure la fabrication de canalisations pour l’eau potable, l’assainissement, l’irrigation et le gaz. Ainsi que la fabrication de pièces en caoutchouc pour l’industrie.
- En Égypte : Le groupe opère dans des projets immobiliers dans le pays par sa filiale Chaabi Lil Iskane, et la fabrication de batteries de démarrage et d’énergie Electra.
- En Guinée équatoriale : Ynna Holding investit dans des projets immobiliers par sa filiale Chaabi Lil Iskane.
- En Jordanie : Participation dans les plus importantes cimenteries de la région du Moyen-Orient.
- Aux Émirats arabes unis : Investissement dans des projets immobiliers et touristiques.